# Гнідець Богдан Григорович
Гнідець Богдан Григорович — (8 травня 1930- 23 вересня 2023) — почесний професор Національного університету «Львівська політехніка», доктор технічних наук, Дійсний член і керівник Львівського територіального відділення Академії будівництва України і Академії архітектури України, професор кафедри «Мости та будівельна механіка» НУ «Львівська політехніка».

## Біографія
Професор Гнідець Б. Г. народився 8 травня 1930 року на Львівщині в селі Забір'я Жовківського району (Рава-Руського району на той час). У 1948 році закінчив середню школу № 1 в м. Рава-Руська і вступив на навчання на інженерно-будівельний факультет Львівського політехнічного інституту. Після закінчення в 1953 році вузу і одержання диплома з відзнакою працював 4 роки на будівництві доріг та мостів у Львівській області. У 1958 році вступив в аспірантуру при кафедрі будівельних конструкцій та мостів, а з 1960 року почав працювати асистентом цієї кафедри.
В 1963 році захистив кандидатську дисертацію в Одеському інженерно-будівельному інституті. У 1964 році обраний за конкурсом доцентом кафедри будівельних конструкцій інженерно-будівельного факультету Львівського політехнічного інституту, де поряд з педагогічною постійно займався науково-дослідною роботою. Основний науковий напрямок досліджень, обраний ще під час навчання в аспірантурі, це — «Дослідження збірно-монолітних статично-невизначених залізобетонних конструкцій з попередньо-напруженими стиками і регулювання зусиль».
У 1989 році він за темою створеного ним наукового напряму успішно захистив докторську дисертацію в Московському інженерно-будівельному інституті. У 1990 році був обраний професором кафедри «Будівельні конструкції та мости» НУ «Львівська політехніка», а у 1991—1996 р.р. очолював цю кафедру.
З 1994 року керував Львівським територіальним відділенням Академії будівництва України.

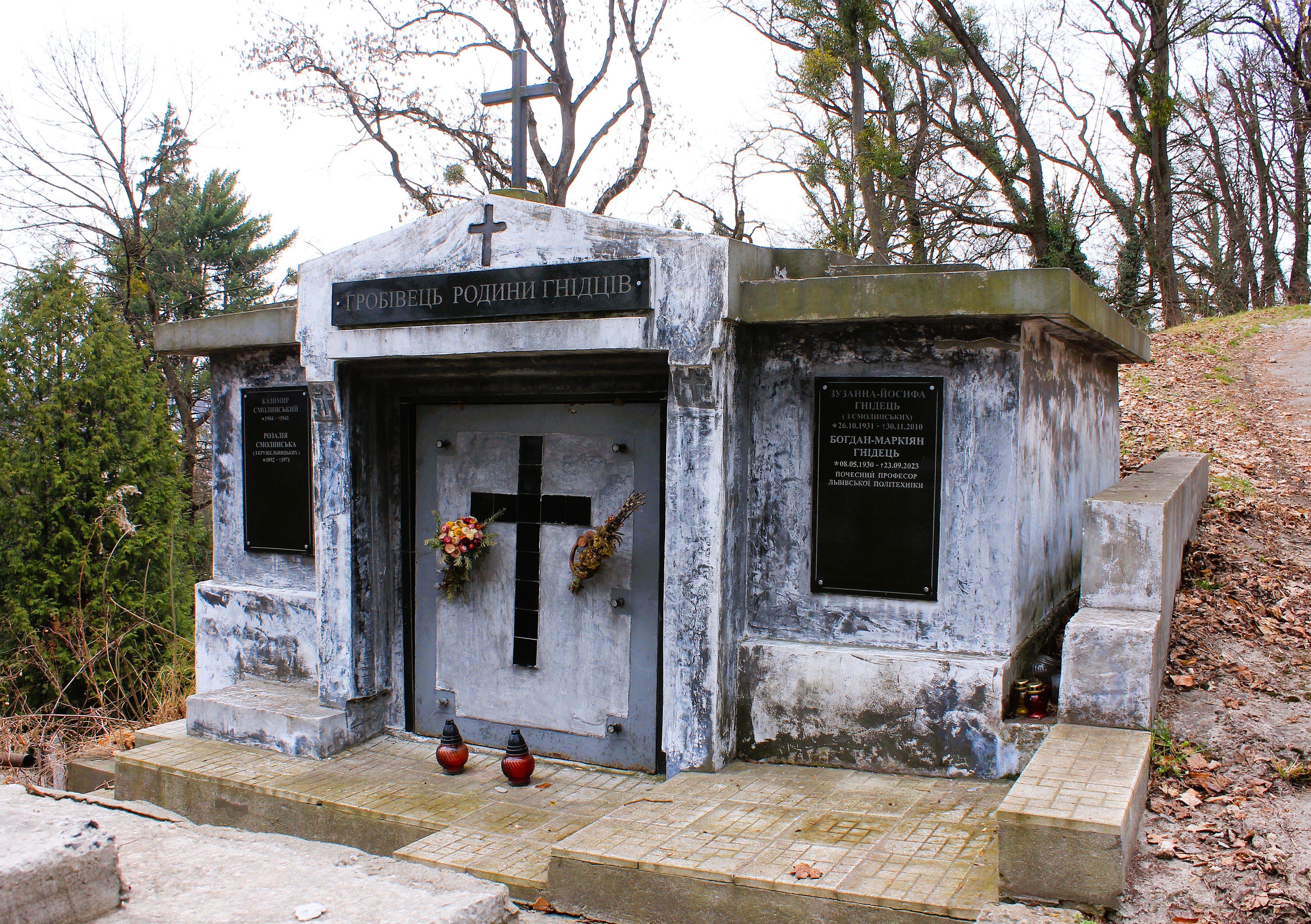
Гробівець родини Гнідців.

Помер 23 вересня 2023 року. Похований на 18 полі Личаківського  кладовища.

## Упровадження наукових досягнень

### Кесонні перекриття
На початку 70-х років Гнідець Б. Г. звертає особливу увагу на проблеми в будівництві громадських будівель. З метою уникнення одноманітності забудови при спорудженні таких будівель, переходу від прямокутної форми будинків до інших нетрадиційних форм, застосування різних конструкцій перекриттів над зальними приміщеннями, Б. Г. Гнідець реалізує ідею застосування для перекриттів зальних приміщень громадських будинків відомих залізобетонних кесонних перекриттів, але вже в новому вирішенні: із застосуванням великорозмірних попередньо напружених збірних балкових елементів і ребристих плит різної форми в збірно-монолітному оригінальному вирішенні. На таке рішення через деякий час було одержано авторське свідоцтво (1976 р.). Особливістю цих збірно-монолітних кесонних перекрить (ЗМКП) є те, що їх можна застосовувати в різних умовах для широкого діапазону навантажень, різних прогонів, різних статичних схем, різних форм будинків і зальних приміщень у плані, а також для неплоских перекриттів.
Такі конструкції перекриттів зальних приміщень громадських будинків на той час були настільки необхідними, що відразу були застосовані в проектах і реалізовані на багатьох об'єктах будівництва. Починаючи з 1972 р., у проектах багатьох проектних інститутів Львова (Містопроект, Південкомунбудпроект, Промбудпроект) ЗМКП системи Б. Г. Гнідця були застосовані, а трестами і будівельними управліннями Головльвівбуду і Закарпатбуду були побудовані десять будинків різної форми, а саме у Львові: торговий зал «Дунай»(1972 р.), автобусна станція (1979 р.), реконструкція будинку культури ім. Г.Хоткевича (1980 р.), будинок інституту Містопроект (1982 р.), завод електродвигунів (м. Ужгород, 1983 р.), санаторій «Кришталевий палац» (м. Трускавець, 1984 р.), готель «Бескид» (м. Трускавець, 1985 р.), адміністративний будинок (м. Львів, 1986 р.), церква Св. Володимира й Ольги (м. Львів, 1993 р.), житловий будинок (м. Львів, 1996 р.).

### Багатоповерхові будинки зі збільшеною сіткою колон
У процесі масового застосування збірного залізобетону в будівництві в 70-х роках виникла проблема пошуку нових систем каркасів і перекрить багатоповерхових будинків зі збільшеною сіткою колон для звичайних і великих навантажень. Ця проблема зацікавила вже досвідченого дослідника і експериментатора Б. Г. Гнідця. Виконаний ним аналіз відомих і типових конструктивних вирішень та проведені теоретичні дослідження систем багатоповерхових промислових і громадських будинків привів його до висновку, що при вирішенні цієї проблеми необхідно в нових системах застосовувати великорозмірні збірні елементи, попередньо напружені стики і замонолічування для їхнього з'єднання в збірно-монолітних конструкціях для спільної роботи. Особливістю запропонованих Б. Г. Гнідцем нових конструкцій систем каркасів багатоповерхових будинків є застосування в них подвійних, великорозмірних збірних елементів ригелів і колон, які з'єднуються між собою і з плитами перекрить новими стиками. Водночас при цьому досягається підвищена надійність і довговічність багатоповерхових будинків та їх універсальність за призначенням. Щоб підтвердити ці показники під керівництвом Б. Г. Гнідця в 1985—1988 роках був розроблений проект і реалізоване будівництво багатоповерхового будинку заводу «Мікроприлад» у м. Львові. Натурні випробування цих конструкцій каркасів і перекрить і більш як двадцятирічний термін їхньої експлуатації підтвердив ці показники і перспективність ширшого їхнього застосування не тільки в промисловому, а також у житловому, в тому числі малоповерховому індивідуальному будівництві.

### Багатопрогонові нерозрізні мости
Багатопрогонові нерозрізні мости — це саме ті конструкції, в яких були вперше досліджені Б. Г. Гнідцем збірно-монолітні конструкції з попередньо напруженими стиками. Результати цих досліджень були застосовані у будівництві двох мостів: міст через р. Уж у Житомирській області й шляхопровід у м. Ужгороді. Аналогічно до цих мостів була застосована збірно-монолітна конструкція перекриття гаражу по вул. Вітовського в м. Львові у проекті Львівського «Міськпроекту», та перекриття підземних стоянок адміністративного будинку на вул. Стрийській у м. Львові.
Найновішими збірно-монолітними конструкціями прогонових будов мостів, запропонованими й дослідженими під керівництвом проф. Б. Г. Гнідця, є конструкції, що споруджуються методом поздовжнього насування і коробчасті конструкції прогонових будов для складних умов будівництва.

## Наукові здобутки
Теоретичні й експериментальні дослідження, виконані професором Б. Г. Гнідцем і під його керівництвом за час, починаючи від вступу до аспірантури в 1958 р., створили на кафедрі будівельних конструкцій та мостів ДУ «Львівська політехніка» новий науковий напрямок, доробком якого є:
- підготовка і захист шести кандидатських і однієї докторської дисертацій;
- впровадження нових конструкцій на 20 об'єктах будівництва;
- одержано 4 авторські свідоцтва на винаходи.

Під його керівництвом виконано більше 40 госпдоговірних науково-дослідних робіт.
Протягом всього часу проведення науково-дослідних робіт за основним науковим напрямком професор Б. Г. Гнідець, починаючи ще з років навчання в аспірантурі постійно співпрацював з заводами залізобетонних конструкцій, будівельними трестами і управліннями, проектними і науково-дослідними інститутами, будівельними відомствами і міністерствами за тематикою, пов'язаною з впровадженням в виробництво нових прогресивних і типових конструкцій і технологій. Він брав участь у випробуваннях і впровадженні у виробництво у Львові перших попередньо напружених залізобетонних конструкцій, таких як:
- складаних балок перекрить для будівництва Львівського заводу залізобетонних виробів, прогоном 15 і 18 м;
- підкранових балок прогоном 6 і 12 м;
- аркових і сегментних попередньо напружених ферм для будівництва Львівського інструментального заводу і заводу «Львівсільмаш»;
- сегментних ферм з лінійних елементів;
- кроквяних ферм з паралельними поясами прогоном 18 і 24 м для розбудови Львівського автобусного заводу;
- підкроквяних ферм прогоном 12 м для сегментних ферм і ферм з паралельними поясами;
- безрозкісних ферм прогоном 18 і 24 м для будівництва Львівського конвеєрного заводу і домобудівного комбінату № 2 (ДБК-2) та ін.;
- плит покрить на прогін розмірами 3×18 м для будівництва Львівського домобудівного комбінату № 2 та багатьох інших об'єктів.

Результати науково-дослідних робіт проф. Б. Г. Гнідця викладено в численних публікаціях, доповідях на науково-технічних конференціях, симпозіумах, семінарах, наукових нарадах в Україні і за кордоном (Польща, Португалія, Англія, Росія, Грузія та ін.). Росту авторитету вже відомого науковця професора Б. Г. Гнідця сприяло налагодження контактів з вченими в галузі залізобетону та науково-дослідних інститутів і фірм.
У 1993 році він обирається членом Міжнародної асоціації спеціалістів по мостах і конструкціях (IABSI), дійсним членом двох академій: Академії Будівництва України і Української Академії Архітектури. З цього ж 1994 р. він обирається і працює керівником Львівського територіального відділення Академії Будівництва України. З 1993 року — голова, а пізніше член Вченої ради із захисту кандидатських дисертацій за спеціальністю «Будівельні конструкції, будівлі та споруди», діяльність якої була відновлена за його ініціативою після 10-річної перерви.
В 1997 році професор Гнідець Б. Г. брав безпосередню участь в розробці «Комплексної програми збереження історичної забудови м. Львова» і, з цього часу, як керівник Львівського територіального відділення Академії будівництва України, бере участь в її реалізації.

## Нагороди
Нагороджений Почесними грамотами Міністерства освіти і науки України в 1990 р. і 2007 р.
У 2005 році Вченою радою університету Б. Г. Гнідцю присвоєно звання Почесного професора Національного університету «Львівська політехніка».
У 2008 році професор Гнідець Б. Г. за багаторічну сумлінну працю і високий професіоналізм, вагомий особистий внесок у підготовку кадрів будівельної галузі України одержав подяку Кабінету Міністрів України.

## Публікації
Професор Б. Г. Гнідець опублікував понад 300 наукових праць, у тому числі три монографії й декілька методичних розробок. Найважливіші з них такі:
- Гнідець Б. Г., Щеглюк М. Р., Кавацюк І. Д. Електротермічне попереднє напруження будівельних конструкцій в умовах будівництва: Рекомендації для технології виконання робіт. — Львів: СПОЛОМ, 2004. — 108 с.
- Гнідець Б. Г. Залізобетонні конструкції з електротермічним попереднім напруженням при монтажі [Текст] / Б. Г. Гнідець [та ін]; ред. Б. Г. Гнідець. — К.: Техніка, 1996. — 239 с. — ISBN 5-7705-0631-8
- Залізобетонні конструкції з напружуваними стиками і регулюванням зусиль [Текст]: [монографія] / Б. Г. Гнідець; Національний ун-т «Львівська політехніка». — Л.: Видавництво Національного ун-ту «Львівська політехніка», 2008. — 548 с.: рис., табл. — Бібліогр.: с. 445—470. — ISBN 978-966-553-823-3